# Associazione Sportiva Pro Recco 2013-2014

## Rosa
| N° |                       | Ruolo | Giocatore         |
| -- | --------------------- | ----- | ----------------- |
| 1  | Italia (bandiera)     | P     | Stefano Tempesti  |
| 13 | Italia (bandiera)     | P     | Giacomo Pastorino |
| 8  | Italia (bandiera)     | P     | Fabio Viola       |
| 2  | Montenegro (bandiera) | D     | Aleksandar Ivović |
| 12 | Italia (bandiera)     | D     | Niccolò Gitto     |
| 9  | Italia (bandiera)     | D     | Niccolò Figari    |
| 7  | Italia (bandiera)     | D     | Massimo Giacoppo  |
| 5  | Italia (bandiera)     | D     | Andrea Fondelli   |

| N° |                     | Ruolo | Giocatore        |
| -- | ------------------- | ----- | ---------------- |
| 10 | Italia (bandiera)   | D     | Alex Giorgetti   |
|    | Italia (bandiera)   | CV    | Deni Fiorentini  |
| 6  | Italia (bandiera)   | A     | Maurizio Felugo  |
| 4  | Italia (bandiera)   | A     | Pietro Figlioli  |
|    | Croazia (bandiera)  | A     | Maro Joković     |
| 3  | Ungheria (bandiera) | A     | Norbert Madaras  |
|    | Italia (bandiera)   | CB    | Federico Lapenna |
| 11 | Italia (bandiera)   | CB    | Matteo Aicardi   |

| Allenatore: | Riccardo Tempestini |

## Risultati

### Serie A1

#### Girone di andata
| Arbitri: | Ceccarelli Calabro |

|                                                                                           |           |                                                                 |
| Madaras: 4 Aicardi, Giacoppo, Giorgetti: 3 Figari, Figlioli: 2 Fondelli, Gitto, Ivović: 1 | Marcatori | 4: Vittorioso 2: A. Calcaterra 1: Di Rocco, Leporale, Maddaluno |

| Arbitri: | Piano Pinato |

|                                                       |           |                                                                                 |
| Lanzoni: 3 Bruni, Camilleri, A. Di Somma, Marziali: 1 | Marcatori | 4: Figlioli, Giacoppo 3: Felugo, Giorgetti 2: Gitto, Ivović 1: Aicardi, Madaras |

| Arbitri: | Colombo Ricciotti |

|                                                          |           |                                                                       |
| Madaras: 4 Aicardi: 3 Felugo, Figari, Figlioli, Gitto: 1 | Marcatori | 2: Mandolini 1: Bertoli, Gallo, Klikovac, Mattiello, Radović, Renzuto |

| Arbitri: | Caputi Paoletti |

|                                                                     |           |                                               |
| Molina: 3 Bodegas, Napolitano, Rizzo: 2 C. Presciutti, Valentino: 1 | Marcatori | 4: Figlioli 2: Ivović, Giacoppo 1: F. Lapenna |

| Arbitri: | Del Bosco Pinato |

|                                                                                                  |           |                                                                   |
| Giorgetti: 5 Aicardi, Figlioli, Giacoppo: 3 Figari, F. Lapenna: 2 Felugo, A. Fondelli, Ivović: 1 | Marcatori | 2: Pagani 1: Busilacchi, Cesini, Foti, Hrošík, Jelača, Pellegatta |

| Arbitri: | Bianchi Navarra |

|                                        |           |                                                       |
| Coppoli, Dani, A. Di Fulvio, Eskert: 1 | Marcatori | 2: Figari, Figlioli, F. Lapenna, Madaras 1: Giorgetti |

| Arbitri: | Ceccarelli Taccini |

|                                                                        |           |                                      |
| Madaras: 4 Figari, Figlioli, Giacoppo: 3 Ivović: 2 Felugo, N. Gitto: 1 | Marcatori | 2: Gambacorta, Petković 1: S. Luongo |

| Arbitri: | L. Bianco Colombo |

|                                                                   |           |                                                                  |
| Elez: 2 Alesiani, G. Bianco, L. Bianco, Deserti, G. Fiorentini: 1 | Marcatori | 3: Figlioli, Madaras 2: Aicardi, Giacoppo 1: A. Fondelli, Figari |

| Arbitri: | Navarra Riccitelli |

|                                                                          |           | |
| Steardo, Tomašić: 2 Beltrame, Pagliara, Sassanelli, Simonetti, Tullio: 1 | Marcatori | 3: Figari 2: Felugo, Figlioli, A. Fondelli, Giacoppo, Giorgetti, F. Lapenna 1: Aicardi, Ivović, Madaras |

| Arbitri: | Colombo Taccini |

|                                                                                  |           |                                 |
| Madaras: 4 Aicardi, Felugo, Figlioli, A. Fondelli: 2 Figari, Giacoppo, Ivović: 1 | Marcatori | 1: Borrelli, Brguljan, Primorac |

| Arbitri: | Pinato Sponza |

|                                                |           |                                                                              |
| F. Bogliolo, Hazui, Nunome, Pesenti, Priolo: 1 | Marcatori | 4: F. Lapenna 3: Figari, Ivović, Madaras 2: Aicardi, Felugo 1: D. Fiorentini |

#### Girone di ritorno
| Arbitri: | Alfi Gomez |

|                                    |           |                                                                   |
| Africano, A. Calcaterra, Gianni: 1 | Marcatori | 4: Ivović 3: Giacoppo, Lapenna 2: Figlioli, N. Gitto 1: Giorgetti |

| Arbitri: | Collantoni Fusco |

|                                                                                            |           |                                            |
| Figlioli: 5 Figari, Giacoppo: 3 Felugo: 2 Aicardi, Fondelli, Giorgetti, Ivović, Lapenna: 1 | Marcatori | 2: Guidaldi 1: Bruni, A. Di Somma, Vergano |

| Arbitri: | Caputi Lo Dico |

|                        |           |                                                               |
| Radović, RenzutI. o: 1 | Marcatori | 3: Felugo 2: Aicardi, Figlioli 1: Giorgetti, N. Gitto, Ivović |

| Arbitri: | Bianchi Severo |

|                                                                 |           |                                                                                   |
| Ivović: 4 Aicardi, Figlioli: 3 Giorgetti: 2 Joković, Lapenna: 1 | Marcatori | 2: Bodegas, Molina, Rizzo 1: F. Di Fulvio, Giorgi, Nora, C. Presciutti, Valentino |

| Arbitri: | Gomez Navarra |

|                                   |           |                                                                            |
| Hrošík: 3 F. Pagani: 2 Gaffuri: 1 | Marcatori | 4: Ivović 2: Aicardi, Fondelli, Joković 1: Figari, Giacoppo, D. Fiorentini |

| Arbitri: | Calabro Centineo |

|                                                                                 |           |                                                   |
| Aicardi: 4 Figlioli: 2 Felugo, Figari, Giacoppo, Giorgetti, N. Gitto, Ivović: 1 | Marcatori | 2: Bini 1: Brancatello, Eskert, M. Gitto, Sindone |

| Arbitri: | Caputi Centineo |

|                                                            |           |                                                                                   |
| Petković: 3 Drašković, S. Luongo, D. Mattiello, Saviano: 1 | Marcatori | 3: Giorgetti, Joković 2: Aicardi, Giacoppo 1: Figlioli, Fondelli, Ivović, Lapenna |

| Arbitri: | L. Bianco Scappini |

|                                                                       |           |                                                      |
| Felugo, Giorgetti: 4 Aicardi: 2 N. Gitto, Ivović, Joković, Lapenna: 1 | Marcatori | 1: J. Colombo, G. Fiorentini, Fulcheris, Mistrangelo |

| Arbitri: | Lo Dico Del Bosco |

|                                                                                                |           |                        |
| Felugo: 3 Figari, Fondelli, Giorgetti, N. Gitto: 2 Aicardi, D. Fiorentini, Giacoppo, Ivović: 1 | Marcatori | 3: Steardo 1: Astarita |

| Arbitri: | Colombo Ricciotti |

|                                                                  |           | |
| Baraldi: 5 Brguljan: 3 Borrelli, Buonocore, Primorac, Velotto: 1 | Marcatori | 6: Aicardi 4: Joković 2: D. Fiorentini, Ivović, Lapenna 1: Figlioli, Fondelli, Giacoppo, Giorgetti |

| Arbitri: | Ceccarelli Sgarra |

|                                                                                |           |                            |
| N. Gitto: 3 Felugo, Figari: 2 Figlioli, Giorgetti, Ivović, Joković, Lapenna: 1 | Marcatori | 2: AcostM. a 1: E. Colombo |

#### Playoff - Quarti di finale
| Arbitri: | Fusco Taccini |

|                                             |           |                                                                                 |
| M. Gitto: 2 Coppoli, A. Di Fulvio, Gobbi: 1 | Marcatori | 3: Figlioli 2: Fondelli, Giorgetti, Joković 1: Felugo, Figari, Giacoppo, Ivović |

| Arbitri: | Ricciotti Riccitelli |

|                                                                                                  |           |                                                                  |
| Giorgetti, Joković: 3 Fondelli: 2 Aicardi, Figari, Figlioli, D. Fiorentini, Giacoppo, Lapenna: 1 | Marcatori | 3: Coppoli 2: Bini, M. Gitto 1: Borella, Gobbi, NerP. i, Sindone |

#### Playoff - Semifinali
| Arbitri: | D. Bianco Pinato |

|                                                                      |           |                                    |
| Ivović, Joković: 2 Aicardi, Felugo, Figlioli, Giacoppo, Giorgetti: 1 | Marcatori | 1: G. Bianco, Damonte, Mistrangelo |

| Arbitri: | Franulović Tiozzo |

|                                                        |           |                                                                                 |
| Elez: 3 Alesiani: 2 Damonte, Deserti, G. Fiorentini: 1 | Marcatori | 4: Ivović 2: Felugo, Giacoppo, Giorgetti 1: Aicardi, Figlioli, Joković, Lapenna |

#### Playoff - Finale scudetto
| Arbitri: | Bianchi Paoletti |

|                                                   |           |                                                  |
| Giacoppo, Ivović: 2 Aicardi, Felugo, Giorgetti: 1 | Marcatori | 2: Molina, C. Presciutti 1: N. Presciutti, Rizzo |

| Arbitri: | Caputi Severo |

|                                                  |           |                                           |
| Bodegas, Molina: 2 Nora, C. Presciutti, Rizzo: 1 | Marcatori | 3: Giorgetti 1: Figlioli, Ivović, Joković |

| Arbitri: | Caputi Bianchi |

|                                                                                  |           |                                                          |
| Joković: 3 Figari, Figlioli: 2 Felugo, Giacoppo, Giorgetti, N. Gitto, Lapenna: 1 | Marcatori | 3: Molina 2: F. Di Fulvio 1:C. Presciutti, N. Presciutti |

### Coppa Italia

#### Seconda fase
La Pro Recco, essendo una delle prime quattro squadre del campionato precedente, come da regolamento prende parte alla Coppa Italia partendo dalla seconda fase.
| Arbitri: | Caputi Petronilli |

|                                                     |           |                           |
| Lapenna: 4 Ivović, Joković: 3 Figlioli, Fondelli: 1 | Marcatori | 2: Foti 1: Hrošík, Jelača |

| Arbitri: | Ercoli Paoletti |

|                                                                                    |           |                                                                                        |
| Boero, Camilleri: 2 Bruni, A. Di Somma, E. Di Somma, Gavazzi, Lanzoni, Marziali: 1 | Marcatori | 3: Aicardi, Figlioli, Giacoppo, Joković 2: Giorgetti 1: D. Fiorentini, Ivović, Lapenna |

| Arbitri: | Ercoli Petronilli |

|                                   |           |                                                                |
| Ferrone: 2 ScottG. i, Petković: 1 | Marcatori | 2: Felugo 1: Aicardi, Figari, D. Fiorentini, Fondelli, Joković |

#### Final Four
La Final Four si è disputata interamente a Brescia.
| Arbitri: | Paoletti Riccitelli |

|                                                                                                   |           |                          |
| Aicardi, Fondelli, Giacoppo, Lapenna: 2 Felugo, Figlioli, Giorgetti, N. Gitto, Ivović, Joković: 1 | Marcatori | 4: Radović 3: RenzutI. o |

| Arbitri: | Caputi Riccitelli |

|                                                     |           |                                                                |
| Ivović: 5 Aicardi, Joković: 2 Giorgetti, Lapenna: 1 | Marcatori | 2: Napolitano 1: Bodegas, Molina, C. Presciutti, N. Presciutti |

### LEN Champions League

#### Secondo turno
Quattro gruppi (C, D, E, F) da quattro squadre ciascuno: si qualificano al 3º turno le prime due di ciascun gruppo. La Pro Recco è inclusa nel Gruppo C, come squadra ospitante del concentramento, posizionandosi al secondo posto e qualificandosi al turno successivo.
| Arbitri: | Boris Margeta Matan Schwartz |

|                                                                                              |           |                         |
| Madaras: 3 Felugo, Figari, Janović, Joković: 2 Aicardi, Figlioli, Giacoppo, Gitto, Ivović: 1 | Marcatori | 1: Milaković, Vukičević |

| Arbitri: | Xavier Buch Boris Margeta |

|                                                                       |           |                                                                |
| Giorgetti: 3 Figlioli: 2 Aicardi, Felugo, Figari, Janović, Madaras: 1 | Marcatori | 3: Zloković 2: Basara, Burić, Ćirić, F. Filipović 1: Rosenthal |

| Arbitri: | Xavier Buch Matan Schwartz |

|                                                                |           |                                         |
| Aicardi: 7 Figari: 4 Ivović, Joković: 2 Giacoppo, Giorgetti: 1 | Marcatori | 1: Ćetković, De Trane, Lobov, Paškvalin |

#### Terzo turno
Quattro incontri a eliminazione diretta ad andata e ritorno. Le quattro vincitrici accedono alla fase finale a cui si aggiungono otto wild-card per un totale di dodici squadre. La Pro Recco è accoppiata alla Stella Rossa.
| Arbitri: | Radoslaw Koryzna Nikolaos Stavropoulos |

|                                                     |           |                                           |
| Aicardi: 4 Ivović: 2 Giorgetti, Janović, Joković: 1 | Marcatori | 2: Vukčević 1: Mann, S. Rašović, Vapenski |

| Arbitri: | Adrian Tiberiu Alexandrescu Georgios Stavridis |

|                                                                                  |                      |                                                      |
| S. Rašović: 3 Avramović, Prlainović: 2 Kljajević, Rađen, V. Rašović, Vukčević: 1 | Marcatori            | 2: Ivović, Figlioli 1: Felugo, Giorgetti, F. Lapenna |
| Prlainović Vapenski V. Rašović Vukčević S. Rašović                               | Tiri di rigore 2 – 3 | Figlioli Ivović Janović Joković Giorgetti            |

#### Turno preliminare
Due gironi da sei squadre ciascuno. Si qualificano le prime 3 del girone B e le prime 2 del girone A più il Barceloneta, squadra ospitante della Final Six. La Pro Recco è inclusa nel girone A.
| Arbitri: | Boris Margeta Andrej Franulović |

|                                           |           |                                                               |
| Salamon, Varga: 2 Bátori, Biros, Hárai: 1 | Marcatori | 3: Ivović 1: Figari, Figlioli, Giorgetti, Janović, F. Lapenna |

| Arbitri: | Akif Uz Nenad Golijanin |

|                                                               |           |                                                      |
| Giorgetti, Ivović, F. Lapenna: 2 Felugo, N. Gitto, Janović: 1 | Marcatori | 3: Fountoulis 2: Mallarach 1: Kolomvos, Vlachopoulos |

| Arbitri: | Mark Koganov Mihajlo Ćirić |

|                                                                 |           |                                                         |
| Minguell: 3 Petković, Ubović: 2 Español, Fernández, Szirányi: 1 | Marcatori | 2: Aicardi, Felugo, Figlioli, Madaras 1: Figari, Ivović |

| Arbitri: | Balázs Székely Joan Carles Colominas |

|                               |           |                                                        |
| Ivović: 4 Lapenna, Madaras: 1 | Marcatori | 3: Dé. Varga 1: García, Muslim, Radu, Šetka, Dá. Varga |

| Arbitri: | Michail Birakis Sergej Naumov |

|                                                            |           |                                                                |
| Bošković, N. Janović: 2 Benić, Bušlje, Šutalo, Visković: 1 | Marcatori | 2: Figlioli 1: Aicardi, Giorgetti, Ivović, M. Janović, Joković |

| Arbitri: | Hendrik Schopp Georgios Stavridis |

|                                                                      |           |                                          |
| Joković: 3 Giorgetti, Janović, Lapenna: 2 Aicardi, Felugo, Figari: 1 | Marcatori | 4: Bošković 3: Janović 2: Dobud 1: Macan |

| Arbitri: | Radosław Koryzna Ulrich Spiegel |

|                                                                   |           |                                                      |
| García, Krapić, Obradović, Dá. Varga: 2 Dé. Varga, Radu, Šetka: 1 | Marcatori | 2: Aicardi, Figlioli, Giorgetti 1: Giacoppo, Madaras |

| Arbitri: | Mihai Simion Ulrich Spiegel |

|                                                                |           |                                 |
| Ivović: 3 Figlioli, Giorgetti, Janović: 2 Aicardi, Giacoppo: 1 | Marcatori | 3: Español 2: Perrone 1: Ubović |

| Arbitri: | Adrian Tiberiu Alexandrescu Emanuel Manol Taylan |

|                                                                     |           |                                                                        |
| Fountoulis, Kapotsis, Kolomvos, Mallarach, Schizas, Vlachopoulos: 1 | Marcatori | 4: Ivović 2: Felugo, Janović 1: Figlioli, Giacoppo, Giorgetti, Lapenna |

| Arbitri: | Grigorios Spanoudis Gideon Reemnet |

|                                                                                   |           |                                                              |
| Aicardi, Lapenna: 3 Giorgetti, N. Gitto: 2 Figlioli, Janović, Joković, Madaras: 1 | Marcatori | 2: Bátori, Salamon 1: Bedő, Graham, Kovács, Lőrincz, Zalánki |

#### Final Six
| Arbitri: | Mark Koganov Radosław Koryzna |

|                                                                      |                      |                                                     |
| Aicardi, Figlioli, Janović, Joković, Madaras: 2 Giacoppo, Lapenna: 1 | Marcatori            | 4: Ćuk 3: Subotić 2: Dedović, Mandić 1: Tanasković  |
| Joković Ivović Giorgetti Figlioli Janović Joković Ivović             | Tiri di rigore 6 – 7 | Subotić Dedović Mandić Čučković Ćuk Subotić Dedović |

| Arbitri: | Adrian Tiberiu Alexandrescu György Kun |

|                                                    |           |                                                                 |
| Figlioli, Ivović: 3 Aicardi, Giorgetti, Joković: 1 | Marcatori | 3: Napolitano 2: Giorgi, Rizzo 1: Crousillat, Molina, Valentino |

## Statistiche
- Statistiche aggiornate al 30 maggio 2014.
- I tiri di rigore delle eliminatorie contro Stella Rossa e Partizan non sono conteggiati.

### Statistiche di squadra
| Competizione     | Punti | In casa | In casa | In casa | In casa | In casa | In casa | In trasferta | In trasferta | In trasferta | In trasferta | In trasferta | In trasferta | Neutro | Neutro | Neutro | Neutro | Neutro | Neutro | Totale | Totale | Totale | Totale | Totale | Totale | DR   |
| Competizione     | Punti | G       | V       | N       | P       | Gf      | Gs      | G            | V            | N            | P            | Gf           | Gs           | G      | V      | N      | P      | Gf     | Gs     | G      | V      | N      | P      | Gf     | Gs     | DR   |
| ---------------- | ----- | ------- | ------- | ------- | ------- | ------- | ------- | ------------ | ------------ | ------------ | ------------ | ------------ | ------------ | ------ | ------ | ------ | ------ | ------ | ------ | ------ | ------ | ------ | ------ | ------ | ------ | ---- |
| Serie A1         | 60    | 10      | 10      | 0       | 0       | 157     | 63      | 11           | 10           | 0            | 1            | 158          | 73           | 0      | 0      | 0      | 0      | 0      | 0      | 21     | 20     | 0      | 1      | 315    | 136    | +179 |
| Playoff          | -     | 4       | 4       | 0       | 0       | 42      | 27      | 3            | 2            | 0            | 1            | 33           | 20           | 0      | 0      | 0      | 0      | 0      | 0      | 7      | 6      | 0      | 1      | 75     | 47     | +28  |
| Coppa Italia     | -     | 0       | 0       | 0       | 0       | 0       | 0       | 1            | 1            | 0            | 0            | 11           | 6            | 4      | 4      | 0      | 0      | 50     | 25     | 5      | 5      | 0      | 0      | 61     | 31     | +30  |
| Champions League | -     | 9       | 7       | 0       | 2       | 104     | 63      | 6            | 2            | 1            | 3            | 52           | 53           | 2      | 0      | 1      | 1      | 21     | 22     | 17     | 9      | 2      | 6      | 177    | 138    | +39  |
| Totale           | -     | 24      | 22      | 0       | 2       | 316     | 158     | 20           | 14           | 1            | 5            | 241          | 147          | 6      | 4      | 1      | 1      | 71     | 47     | 50     | 40     | 2      | 8      | 628    | 352    | +276 |

### Classifica marcatori
| Tot. | Giocatore         | A1 | CI | CL |
| ---- | ----------------- | -- | -- | -- |
| 81   | Aleksandar Ivović | 43 | 10 | 28 |
| 78   | Matteo Aicardi    | 44 | 8  | 26 |
| 77   | Pietro Figlioli   | 51 | 5  | 21 |
| 67   | Alex Giorgetti    | 43 | 4  | 20 |
| 51   | Massimo Giacoppo  | 40 | 5  | 6  |
| 46   | Maro Joković      | 23 | 10 | 13 |
| 44   | Maurizio Felugo   | 31 | 3  | 10 |
| 43   | Federico Lapenna  | 23 | 8  | 12 |
| 40   | Niccolò Figari    | 29 | 1  | 10 |
| 37   | Norbert Madaras   | 26 | 0  | 11 |
| 22   | Andrea Fondelli   | 18 | 4  | 0  |
| 18   | Niccolò Gitto     | 13 | 1  | 4  |
| 16   | Mlađan Janović    | 0  | 0  | 16 |
| 8    | Deni Fiorentini   | 6  | 2  | 0  |